# Justinien Clary
Justinien Charles Xavier Clary (ur. 20 kwietnia 1860 w Paryżu, zm. 14 czerwca 1933 tamże) – francuski hrabia, strzelec i działacz sportowy.

## Życiorys
Jego ojcem był Pierre Fidele Bretonneau, który zmarł, gdy Justinien miał 2 lata. Gdy w 1883 roku jego matka poślubiła Justiniena-Nicolasa Clary’ego, przyjął on nazwisko Bretonneau-Clary, jednak tytułował się jako hrabia Clary. Był prawnikiem i pisarzem, ukończył studia prawnicze w Paryżu. 
Pasjonat i mecenas francuskiego strzelectwa, wspierał finansowo wiele tamtejszych klubów i związków strzeleckich. Założyciel czasopism Le Pistolet (1894) i Le Fusil de Chasse (1897). Był jednym ze współorganizatorów zawodów strzeleckich podczas Letnich Igrzysk Olimpijskich 1900. Sam też w nich uczestniczył, zdobywając brązowy medal w trapie – pokonali go Roger de Barbarin i René Guyot. Turniej w Paryżu był jednocześnie mistrzostwami świata, więc medaliści olimpijscy zostawali automatycznie ich medalistami. Nie tyczy się to jednak zawodników startujących w trapie i pistolecie szybkostrzelnym, zatem Clary nie jest wymieniany na liście medalistów tej imprezy.
Clary był wpływowym działaczem sportowym. W 1903 roku został przewodniczącym Saint-Hubert Club de France – instytucji, która miała na celu m.in. walkę z kłusownictwem. W latach 1913–1933 przewodniczący Francuskiego Komitetu Olimpijskiego. Od 1913 do 1925 roku przewodniczący Narodowej Komisji Sportu, a w latach 1919–1933 członek Międzynarodowego Komitetu Olimpijskiego. Na początku lat 20. był jednym ze zwolenników utworzenia zimowych igrzysk olimpijskich (ostatecznie pierwsze takowe, pod nazwą Tygodnia Sportów Zimowych, rozegrano w 1924 roku w Chamonix). Komisarz generalny i przewodniczący komitetu wykonawczego podczas Letnich Igrzysk Olimpijskich 1924, które rozegrano w Paryżu. Podczas tych igrzysk, a także w czasie Letnich Igrzysk Olimpijskich 1928, był jurorem w Olimpijskich Konkursach Sztuki i Literatury. W Paryżu oceniał prace muzyczne, literackie, architektoniczne i rzeźbiarskie, natomiast cztery lata później był członkiem jury w konkursach muzycznych i rzeźbiarskich. W 1925 roku był kandydatem w wyborach na przewodniczącego MKOl, otrzymując w pierwszej rundzie 4 głosy, natomiast w drugiej tylko 1. Podobnie jak Pierre de Coubertin, był przeciwnikiem udziału kobiet w igrzyskach olimpijskich (co wyraził na sesji MKOl w Paryżu w 1924 roku).
W latach 1887–1889 członek Towarzystwa Przyjaciół Zabytków Paryża. Założyciel Bractwa Amerykańsko-Francuskiego, mającego na celu pomoc sierotom wojennym. W 1921 roku został Wielkim Oficerem Legii Honorowej.